# Artur Kaczmarski
Artur Roman Kaczmarski (ur. 12 września 1962 w Lublinie) – polski aktor filmowy i dubbingowy, reżyser polskiego dubbingu, dziennikarz telewizyjny.
Był prezenterem Dziennika w Naszej TV oraz Dziennika, Flesza i Wydarzeń w TV4. 8 czerwca 2008 roku pojawił się na antenie nowo powstałej stacji informacyjnej Polsat News, gdzie pracował do 2011 roku. Ukończył studia w 1987 roku. Podkładał głos między innymi Włóczykijowi w polskiej wersji Muminków oraz Farmerowi i Klakierowi w nowszych odcinkach Smerfów.

## Filmografia
- 2003–2004: S jak szpieg – lektor
- 2002–2003: Psie serce – głos psa
- 2000: 13 posterunek 2 – reporter (odc. 16)
- 1993: Czterdziestolatek. 20 lat później – kamerzysta TV
- 1991: Pogranicze w ogniu – porucznik, kochanek Ewy (odc. 13)
- 1991: Rozmowy kontrolowane – obsada aktorska
- 1989: Czarodziej z Harlemu – pan młody
- 1987: Sonata marymoncka – obsada aktorska
- 1985: Kochankowie mojej mamy – obsada aktorska

## Reżyser dubbingu
- 2017: Dudi: Cała naprzód
- 2016: Atomowy Pacyn
- 2016: Balerina
- 2016: Falsyfikot
- 2016: Backstage
- 2016: Matka i córka: Droga do marzeń
- 2015–obecnie: Magiczne magiimiecze
- 2015: Następcy: Świat Potępionych
- 2015: Lego Elves
- 2015: Obóz Kikiwaka
- 2015: Krudowie – u zarania dziejów (odc. 7-13)
- 2015–obecnie: Szczury laboratoryjne: Jednostka elitarna
- 2015: Następcy
- 2015: Teen Beach 2
- 2015: Mini ninja
- 2014: Sonic Boom
- 2014: Agi Bagi
- 2014: Dziewczyna poznaje świat
- 2014: Szeryf Kaja na Dzikim Zachodzie
- 2014: Evermoor
- 2014: Rysuj i graj
- 2013: Kroniki Xiaolin
- 2013: Teen Beach Movie
- 2013: Częstujcie się!
- 2013: Max Steel –
  - lektor,
  - pan Thornhill (odc. 7)
- 2013: Mako Mermaids: Syreny z Mako
- 2012: Blog na cztery łapy (odc. 23-28, 47-59)
- 2012: Szalone święta
- 2012: Zou
- 2012: Gdzie jest Gwiazdka?
- 2012: Mój przyjaciel Drakula
- 2012: Pinokio
- 2012–2013: Marvin Marvin
- 2012: Szczury laboratoryjne
- 2012: Crash i Bernstein
- 2012: Jeźdźcy smoków
- 2012: Dziewczyna kontra potwór
- 2012: Wymarzony luzer
- 2012: Nie-przyjaciele
- 2011–2013: Zielona Latarnia
- 2011: Fineasz i Ferb: Podróż w drugim wymiarze
- 2011: Lemoniada Gada
- 2011: Jessie
- 2011: Nadzdolni
- 2011: Boska przygoda Sharpay
- 2011: Liceum Avalon
- 2010–obecnie: My Little Pony: Przyjaźń to magia (odc. 134, 136)
- 2010: Dzieciak kontra Kot
- 2010: Connor Heath: Szpieg stażysta
- 2010: Brat zastępowy
- 2010: Camp Rock 2: Wielki finał
- 2010: Randka z gwiazdą
- 2009: Hannah Montana: Film
- 2008–2015: Supa Strikas: Piłkarskie rozgrywki (odc. 40-52)
- 2008: Słoneczna Sonny (odc. 15, 17-21)
- 2008: High School Musical 3: Ostatnia klasa
- 2008: Camp Rock
- 2008: Wyspa Nim
- 2007: Fineasz i Ferb
- 2007–2008: Zajączkowo
- 2007–2011: Przygody Sary Jane (druga wersja dubbingowa, odc. 40-47, 52-53)
- 2007: High School Musical 2
- 2006: Młodzi mistrzowie Shaolin (odc. 9-12)
- 2006–2008: Złota Rączka
- 2006: Wpuszczony w kanał
- 2006: Opowieści z Kręciołkowa
- 2006: Skok przez płot
- 2006: Wymiennicy
- 2006–2011: Hannah Montana (odc. 1-5, 16-20)
- 2005–2008: Nie ma to jak hotel (odc 39-46)
- 2005: Harcerz Lazlo
- 2005: Zathura – Kosmiczna przygoda
- 2004–2008: Drake i Josh
- 2002–2006: Jimmy Neutron: mały geniusz
- 2002–2005: Fillmore na tropie
- 2002: Bawmy się, Sezamku (odc. 21-25)
- 2001: Lizzie McGuire
- 1998: Olinek Okrąglinek (odc. 47-48)
- 1997: Witaj, Franklin (odc. 66-78)

## Polski dubbing

### Filmy
- 1987: Kocia ferajna w Beverly Hills – Hyś
- 1987: Miś Yogi i czarodziejski lot Świerkową Gęsią – Firkin
- 1990: Bernard i Bianka w krainie kangurów – Jake
- 1990: Wiedźmy
- 1991: Piękna i Bestia
- 1992: Kometa nad Doliną Muminków – Włóczykij
- 1993: Miasteczko Halloween
- 1994: Strażnik pierwszej damy
- 1995: Rob Roy
- 1995: Pociąg do wolności – Sierżant Stora
- 1995: Power Rangers – Kelman
- 1995: 2112: Narodziny Doraemona –
  - lektor,
  - Moderator Wielkiego Przesłuchania Robotów,
  - tata Sewashiego
- 1995: Cyrkowa pułapka – Anthony
- 1996: Miłość i wojna
- 1997: Flubber –
  - Prezes Forda,
  - Ojciec małego chłopca
- 1997: Pożyczalscy – Steady
- 1997: Wirtualni wojownicy
- 1997: Anastazja – Żółty kogucik Cyryl
- 1998: Kirikou i czarownica
- 1998: Camelot – Ksiądz
- 1998: Legenda o Su-Ling –
  - Li-Po,
  - Tygrysek Tang
- 1999: Wszyscy moi bliscy
- 2000: Brzydkie kaczątko (trzecia wersja dubbingu) – Spryciarz
- 2000: Franklin i zielony rycerz – Miś
- 2000: Spotkanie z Jezusem – Jair (wersja telewizyjna)
- 2000: Goofy w college’u
- 2000: Bob Budowniczy i niezapomniane święta Bożego Narodzenia – Bob
- 2000: Wielkanoc w krainie zajączków – Pan Żółw
- 2000: Świąteczna zadyma w Los Angeles – lektor
- 2001: Scooby Doo i cyberpościg – Eryk
- 2001: Potwory i spółka – Gamoń 1
- 2001: Maluchy spod ciemnej gwiazdki – Chad
- 2001: Dwanaście okrążeń – lektor
- 2001: Czarodziejskie święta Franklina – Miś
- 2001: Lewy Mikołaj – lektor
- 2002: Smocze wzgórze – Ken
- 2002: Tego już za wiele – Alan Harris
- 2002: Mustang z Dzikiej Doliny
- 2002: Trzy małe świnki
- 2002: Możemy wygrać – Alex
- 2002: Mustang z Dzikiej Doliny
- 2003: Gdzie jest Nemo? – Ojciec Tada
- 2003: Świat nonsensów u Stevensów
- 2003: Przepowiednia żab
- 2003: Bob Budowniczy: Przygody na zamku – Bob
- 2003: Wakacje, wakacje i po wakacjach Franklinie – Miś
- 2003: Cheetah Girls – lektor
- 2003: Doraemon: Ludzie wiatru – lektor
- 2004: Rybki z ferajny
- 2004: Przygody Lisa Urwisa –
  - Kogut,
  - Espin,
  - Monk#2,
  - Gwary
- 2004: Terminal – Frank Dixon
- 2004: Barbie jako księżniczka i żebraczka – Wofie
- 2004: Wyprawa po świąteczne pisanki
- 2004: Legenda telewizji
- 2004: Wirtualny ideał – Max McAllister
- 2004: RRRrrrr!!!
- 2004: Bob Budowniczy: Zasypani śniegiem – Bob
- 2004: Noddy i Święty Mikołaj – Chytrus
- 2004: Niepochowany
- 2005: Hot Wheels AcceleRacers: Restart
- 2005: Jan Paweł II – dziennikarz ogłaszający w telewizji wybór papieża
- 2005: Kurczak Mały
- 2005: Czerwony Kapturek – prawdziwa historia
- 2005: Noddy i Przygoda na wyspie (pierwsza i druga wersja dubbingu) –
  - Chytrus,
  - Pan Bańka-Wstańka
- 2005: Garbi: super bryka – Spiker radiowy
- 2005: Barbie: Wróżkolandia – Paź
- 2005: Księżniczka na lodzie – lektor
- 2005: Dwiedźmy – lektor
- 2005: I bądź tu mądra –
  - komentator meczu hokeja w telewizji,
  - komentator seniorskich zawodów krajowych w łyżwiarstwie
- 2005: Hot Wheels AcceleRacers: Restart – Gig
- 2006: Noddy i gwiezdny pył (pierwsza wersja dubbingu) – Chytrus
- 2006: Magiczna kostka – Ken
- 2006: I Ty możesz zostać bohaterem – Stanley
- 2006: Wpuszczony w kanał –
  - Ojciec Tabithy,
  - jeden ze szczurów
- 2006: Skok przez płot
- 2006: Sezon na misia
- 2006: Gdzie jest Nowy Rok? – Tata
- 2006: Karol – papież, który pozostał człowiekiem – lektor w telewizji
- 2006: High School Musical – Komentator zawodów naukowych
- 2006: Sekret – James Arthur Ray
- 2006: Lilo i Stich: Liroy i Stich
- 2006: Bob Budowniczy na Dzikim Zachodzie – Bob
- 2006: Dziewczyny Cheetah 2 –
  - lektor,
  - Randolph
- 2006: Franklin i skarb jeziora (druga wersja dubbingu) – tata Franklina
- 2006: Świąteczne opowieści: Niezwykły prezent (druga wersja dubbingu) – narrator (piosenki)
- 2007: Lucky Luke na Dzikim Zachodzie – Mounsier Pierre
- 2007: High School Musical 2
- 2007: Wskakuj! – Kenneth Daniels
- 2007: Magiczny duet 2 – lektor
- 2008: Kudłaty zaprzęg – Buddy
- 2008: Tatastrofa – nauczyciel
- 2008: Bob Budowniczy: Wyścig po złoto – Bob
- 2008: Doraemon: Zielona planeta
- 2009: Hannah Montana: Film
- 2009: Mikołajek – Bledurt
- 2009: Jednostka przygotowawcza
- 2009: Bob Budowniczy: Legenda Złotego Młota – Bob
- 2010: Szesnaście życzeń – lektor
- 2010: Randka z gwiazdą – Daniel Wilde
- 2010: Jak ukraść księżyc – Fred McDade
- 2010: Brat zastępowy –
  - lektor,
  - komentator
- 2010: Harriet szpieguje: Wojna blogów – Reżyser
- 2010: Liceum Avalon –
  - lektor,
  - Lektor filmu na lekcji historii,
  - Sędzia meczu
- 2010: Ciekawski George 2: Gońcie tę małpę!
- 2010: Weź Tubę na próbę – lektor
- 2010: Moja niania jest wampirem – lektor
- 2011: Wróżkowie chrzestni: Dorośnij Timmy! –
  - Crocker,
  - lektor
- 2011: Matki w mackach Marsa
- 2011: Lemoniada Gada
- 2011: Boska przygoda Sharpay – lektor
- 2011: Powodzenia, Charlie: Szerokiej drogi – lektor
- 2011: Dziecko Grufołaka – lektor
- 2011: Titeuf – Maniek
- 2011: Toy Story: Wakacje na Hawajach
- 2011: Toy Story: Zestaw pomniejszony – Orzeł
- 2012: Nie-przyjaciele –
  - Ojciec Emmy,
  - lektor
- 2012: Dziewczyna kontra potwór
- 2012: Monster High: Ucieczka ze skalnej czaszki – Ted
- 2012: Mój przyjaciel Drakula
- 2012: Szalone święta
- 2012: Wróżkowie chrzestni: Timmy ratuje święta –
  - Crocker,
  - lektor
- 2013: Iron Man 3 – Dziennikarz w TV
- 2013: Jej Wysokość Zosia: Była sobie księżniczka – lektor
- 2013: Powrót czarodziejów: Alex kontra Alex
- 2013: Samoloty
- 2013: Koń by się uśmiał
- 2013: Franklin i przyjaciele: Podwodna wyprawa – Ojciec Franklina
- 2013: Potworniaste Halloween – lektor
- 2013: Alfa i Omega: Święta w wilczym stylu – lektor
- 2013: Czarna lista Świętego Mikołaja – lektor
- 2013: Franklin i przyjaciele: Polarny podróżnik – Ojciec Franklina
- 2013: Toy Story: Horror – Pan Rzepak
- 2013: Alfa i Omega: Igrzyska w wilczym stylu – lektor
- 2014: Cloud 9 – lektor
- 2014: Noe: Wybrany przez Boga
- 2014: Team Hot Wheels –
  - Elliot – dziennikarz,
  - Jerry,
  - Lincoln
- 2014: Samoloty 2
- 2014: Wróżkowie chrzestni: Rajskie tarapaty –
  - Crocker,
  - lektor
- 2014: Toy Story: Prehistoria – Tata Masona
- 2014: Alfa i Omega: Legenda Zębatej Jaskini – lektor
- 2014: Alfa i Omega: Rodzinne wakacje – lektor
- 2015: Pod włos
- 2015: Violetta: Podróż – lektor
- 2015: Następcy – lektor
- 2015: Następcy: Świat Potępionych – lektor
- 2015: Obrót życia – lektor
- 2015: Zwyczajny film –
  - Techmo,
  - lektor
- 2015: Team Hot Wheels: Jazda z dreszczykiem – Jerry
- 2015: Team Hot Wheels: Szalony wyścig – Bob
- 2015: Dzielny kogut Maniek
- 2015: Tomek i przyjaciele: Opowieść o odwadze (druga wersja dubbingu) – Kamil
- 2016: Monster High – Podwodna straszyprzygoda – lektor
- 2016: Ever After High: Smocze igrzyska – narrator
- 2016: Rufus – lektor
- 2016: Matka i córka: Droga do marzeń – lektor
- 2017: Bob Budowniczy: Mega pojazdy (druga wersja dubbingu) – Bob

### Seriale
- 1958: Pies Huckleberry –
  - lektor,
  - rumak (odc. 11),
  - dowódca fortu (odc. 15),
  - właściciel psa (odc. 18),
  - anglik#2 (odc. 25),
  - pocztowcy (odc. 29),
  - Al (odc. 33),
  - rycerz#2 (odc. 40),
  - Błękitny Wykidajło (odc. 42),
  - kowboj (odc. 44)
- 1961–1962: Kocia ferajna – Hyś
- 1962–1987: Jetsonowie
- 1972–1973: Nowy Scooby Doo
- 1976: Pinokio – Camillo (odc. 45)
- 1980: Mały rycerz El Cid
- 1982: Scooby i Scrappy Doo –
  - jeden z Fuksów (odc. 21a),
  - jeden z bykokradów (odc. 21c),
  - jeden z przebierańców (odc. 22a),
  - jeden z aktorów (odc. 24a),
  - Bob Morley (odc. 25b),
  - Frankie (odc. 29b)
- 1981–1990: Smerfy –
  - Klakier,
  - Farmer (sezon 4, 9, większość 7 i nowa wersja 1 i 2),
  - uczeń szkoły magów,
  - jeden z królewskich uczonych poszukujących smerfów (sezon 7)
- 1981–1982: Heathcliff i Marmaduke
- 1981–1982: Niebezpieczna mysz – lektor tyłówki
- 1982: Przygody Donalda i Mikiego (druga wersja dubbingu)
- 1983: Dookoła świata z Willym Foggiem
- 1983: Kaczor Donald przedstawia – lektor
- 1984–1985: Tęczowa kraina – Zorza
- 1985–1991: Szopy –
  - Leśnik Dan (odc. 2-3, 5, 8-9),
  - Gospodarz teleturnieju (odc. 34)
- 1986-1988: Dennis Rozrabiaka – Tata
- 1988–1993: Hrabia Kaczula (druga wersja dubbingu) –
  - Scoot,
  - Pingwin,
  - lektor
- 1990–1992: Muminki – Włóczykij
- 1990: Przygody Syrenki
- 1990: Herkules i Pif – Herkules
- 1991–2004: Pełzaki – lektor
- 1991–1997: Rupert –
  - Pope (odc. 60),
  - Cavy (odc. 65)
- 1991–1992: Eerie, Indiana – Edgar Teller
- 1992–1997: Kot Ik! –
  - Amor,
  - John Heap – ojciec Ryana, Wade’a i Sandee,
  - Pan Lentis
- 1992–1993: Mikan – pomarańczowy kot –
  - Tōjirō Kusanagi,
  - Kenzō
- 1992: Nowe podróże Guliwera – Guliwer
- 1992: Piotruś w krainie czarów, czyli podróż fantastyczna –
  - lektor,
  - Władca Wichrów,
  - sędzia z komisji lotu #1 (odc. 1-2)
- 1993–1995: Dwa głupie psy –
  - Tajny Agent Wiewiór,
  - jeden z tubylców (odc. 1c),
  - transgalaktyczny latający spodek Buzza (odc. 4a),
  - śpiewający drink (odc. 4c),
  - Craig (odc. 9a),
  - policjant (odc. 13a)
- 1993: Bobaskowo
- 1994–1998: Magiczny autobus (druga wersja dubbingu) – lektor
- 1994–1996: Kleszcz (pierwsza wersja dubbingu) – Nietoperz
- 1994–1995: Sylvan
- 1994: Superświnka – Ken Carlsen
- 1994: Bodzio – mały helikopter
- 1994: Karol Wielki
- 1995–1998: Pinky i Mózg –
  - Billy Bonjo Angles (odc. 32a),
  - Chico (odc. 33a),
  - jeden z Butelsów (odc. 34a),
  - turysta w motelu (odc. 37),
  - chłopak w okularach (odc. 38),
  - Prezenter (odc. 40a),
  - Niemiecki śpiewak (odc. 41),
  - jeden z hippisów (odc. 42),
  - naukowiec ACME (odc. 44),
  - kapral (odc. 45),
  - drwal z reklamy papierosów (odc. 50),
  - jeden z klientów (odc. 52a),
  - Squuege (odc. 53),
  - Tim (odc. 57),
  - Hektor (odc. 58),
  - jeden z mieszkańców (odc. 59a),
  - aktor grający w filmach w rolach dziewczynek (odc. 60a),
  - Ed McMahon (odc. 61),
  - reżyser (odc. 61),
  - Vanilla Ice (odc. 61),
  - Bobby Bob (odc. 62),
  - Wakko Warner (odc. 65),
  - siwowłosy uczeń (odc. 73a),
  - sprzedawca w sklepie z zabawkami (odc. 73b),
  - asystent szefa stacji (odc. 76b),
  - prowadzący paradę (odc. 77b),
  - sprzedawca w sklepie warzywnym (odc. 78b),
  - reporter (odc. 78b)
- 1995–1998: Gęsia skórka
- 1995–1996: Maska – Eddy
- 1995: Powrót do Wiklinowej Zatoki
- 1995: Księżniczka Tenko
- 1996–2004: Hej Arnold! – Tucker
- 1996–2003: Tabaluga –
  - Sęp,
  - Drakozaur,
  - Królik Leon
- 1996–2001: Billy Kot (druga wersja dubbingu) –
  - Alfred (odc. 31),
  - Sam (odc. 35),
  - Mistrz Alfredo (odc. 39)
- 1996–2000: Ogrodnik Pankracy – Lis
- 1996–1998: Kacper – Doktor Harvey
- 1996–1998: Mała Księga dżungli –
  - Leniu (odc. 17a),
  - gepard#2 (odc. 18a),
  - małpa (odc. 18a),
  - leniwiec (odc. 18b)
- 1996–1997: Incredible Hulk – Gargulec
- 1996–1997: Beetleborgi – Lester „Les” Fortunes
- 1996–1997: Walter Melon
- 1996: Byli sobie odkrywcy
- 1996: Piękna i Bestia – Duch-przewodnik ubrany w zielone szaty
- 1997–2004: Witaj, Franklin – Miś
- 1997–2001: Bobry w akcji – Daget
- 1997–1999: Jam Łasica
- 1997–1998: Traszka Neda –
  - Dudek (odc. 18b),
  - wujek Bill (odc. 20a),
  - prezenter radiowy (odc. 20b)
- 1997–1998: 101 dalmatyńczyków – Roger
- 1997: Żywiołki
- 1998–2004: Atomówki –
  - Ojciec Ptak (odc. 20a),
  - pan Punktualny (odc. 20b)
- 1998–2001: A to histeria!
- 1998–1999: Zły pies
- 1998–1999: Tajne akta Psiej Agencji – Katastrof (odc. 14-22)
- 1998–1999: Szalony Jack, pirat –
  - Jan Clod Evet (odc. 9b),
  - Konstabl z wyspy Hanna Barbaria (odc. 10b),
  - jeden z gospodarzy Platynowego Samorodka (odc. 11b),
  - Mumia (odc. 13b)
- 1998–1999: Renata – Bysio
- 1998: Eerie, Indiana: Inny wymiar
- 1998: Przygody Kuby Guzika
- 1998: Papirus
- 1999–2005: Smocze opowieści
- 1999–2004: Sabrina
- 1999–2001: Batman przyszłości –
  - Orator / dr Ira Billing,
  - Aaron Herbst (odc. 12)
- 1999–2000: Mike, Lu i Og – Alfred
- 1999–2000: Rodzina piratów – Derekin
- 1999–2000: Dilbert –
  - Telefon (odc. 14),
  - Rusty Shanks (odc. 16)
- 1999: Nieustraszeni ratownicy –
  - Sam Sparks (odc. 18a, 19a, 20, 29a, 30b, 34a),
  - ratownik medyczny (odc. 19b)
- 1999: Antek Mrówka – Bzyk
- 1999: Mysz aniołek
- 1999: Bob Budowniczy – Bob
- 1999: Sonic Underground
- 1999–2000: Medaboty – Seaslug
- 2000-2008: Kredonia – lektor
- 2000–2006: Wielkie przygody Małych chomików –
  - Hilary,
  - Ojciec Laury
- 2000–2003: X-Men: Ewolucja – Trask (odc. 29-30)
- 2000–2002: Owca w Wielkim Mieście
- 2000–2001: Tata lew
- 2000: Łatek – Kogut
- 2000: Sztruksik – Tata Moppy’ego (odc. 4ab, 5b, 7b, 8b, 10b, 11b)
- 2000: Całe zdanie nieboszczyka
- 2000: Marcelino, chleb i wino –
  - Brat Ptasznik,
  - Lis
- 2001–2008: Titeuf – Maniek
- 2001–2004: Stanley –
  - Dennis,
  - Lektor
- 2001–2004: Lizzie McGuire – Sam, ojciec Lizzie
- 2001–2004: Liga Sprawiedliwych –
  - jeden z sędziów (odc. 4-5),
  - Doktor Patel (odc. 8-9),
  - Felix Faust (odc. 10-11),
  - Snapper Carr (odc. 32, 37, 45)
- 2001–2003: Gadżet i Gadżetinis
- 2001–2003: Tarzan – Bob Markham (odc. 31)
- 2001: Wróżkowie chrzestni – Crocker
- 2001: Noddy – Chytrus
- 2001: Małe zoo Lucy – Toby Żółw (odc. 2, 6, 12, 14, 17, 23, 30, 32, 34-35, 40, 43)
- 2002–2007: Kim Kolwiek –
  - Martin Smarty,
  - Sensei (4 seria)
- 2002–2006: Jimmy Neutron: mały geniusz – Sierżant Tubs
- 2002–2005: Co nowego u Scooby’ego? – Gibek Norton (odc. 19, 25, 30)
- 2002–2004: Fillmore na tropie – Pan Waverly (odc. 3, 21)
- 2002–2004: Misiowanki – Misiu
- 2002–2003: Psie serce –
  - pies#4 (odc. Atos),
  - pies#15 (odc. Drago),
  - pies#18 (odc. Kara)
- 2002: Cyberłowcy –
  - właściciel gąski znoszącej złote jaja (odc. 3),
  - organizator gry w wyborze robaków (odc. 4)
- 2002: Beyblade V-Force
- 2003–2005: Młodzi Tytani – Czasm (odc. 14)
- 2003: Misiowanki
- 2003: O rety! Psoty Dudusia Wesołka – Duduś (serie 1-3)
- 2004–2006: Liga Sprawiedliwych bez granic – David Clinton – Kronos (odc. 12-13)
- 2004–2006: Na górze i na dole
- 2004: Opowieść z życia lwów – Luca
- 2004: Wymiar Delta – Brodie
- 2004: Małgosia i buciki
- 2004: Lilli czarodziejka – Synoptyk (odc. 4)
- 2005–2009: Mali Einsteini – lektor (odc. 47-67)
- 2005–2008: Nie ma to jak hotel –
  - Tłumaczenie (odc. 7, 8, 16, 30, 31, 35),
  - Nowojorczyk (odc. 8),
  - Lekarz (odc. 10),
  - Moris (odc. 11),
  - Konferansjer meczu siatkówki (odc. 53),
  - Szkot (odc. 77)
- 2005–2008: Ufolągi –
  - Swanky,
  - Harold – Ojciec Swanky’ego (I seria)
- 2005–2008: Harcerz Lazlo – jeden z Obcych (odc. 46)
- 2005–2008: Zoey 101 –
  - lektor,
  - Callahan (odc. 5),
  - dyrektor Karol Rivers (odc. 5, 7-8, 20, 22-23, 42)
- 2005–2007: A.T.O.M. Alpha Teens On Machines –
  - Doktor Recombo (odc. 7, 17),
  - Sebastian Manning (odc. 8, 12, 18, 21),
  - dostawca pizzy#2 (odc. 8),
  - pułkownik Cooper (odc. 9),
  - Doktor Nimbus (odc. 11),
  - Ratman (odc. 19),
  - Dragon (odc. 21)
- 2005–2007: Podwójne życie Jagody Lee – tata Jagody
- 2005–2006: Krypto superpies –
  - lektor,
  - reporter (odc. 9b),
  - Kundelski (odc. 17a, 22b),
  - Benny (odc. 28b)
- 2005: Johnny Test –
  - lektor,
  - Burmistrz Świnioszyc (III i V seria),
  - Dukey (dwie kwestie w odc. 25a),
  - Profesor Pomyj (odc. 41b, 45b, 94b),
  - naukowiec#2 (odc. 68b, 86b, 90b),
  - przedstawiciel „Bzdurnej Księgi” (odc. 83a),
  - Monty Buttersworth Sr (odc. 83b),
  - francuski ambasador (odc. 88a),
  - reżyser filmu z Błyskiem McLuzem (odc. 89a),
  - nastoletni kosmita#2 (odc. 89b),
  - sprzedawca (odc. 90b),
  - Tadeusz Świnioszycki (odc. 97b),
  - szef mamy Johnny’ego (odc. 99b)
- 2005: Doraemon
- 2005: Jasiek i Tyćki
- 2005: Baśnie i bajki polskie – Szewc
- 2006–2013: Złota Rączka –
  - lektor,
  - spiker (odc. 1a),
  - Szymon (odc. 40b, 42a, 51b, 61a, 85b, 99b)
- 2006–2011: Hannah Montana –
  - ochroniarz (odc. 7),
  - dziennikarz#1 (odc. 13),
  - scenarzysta (odc. 17, 22),
  - mama Olivera (odc. 18),
  - dyrektor Marsh (odc. 25),
  - Agent Kaplan (odc. 36),
  - Koleś (odc. 38),
  - Imprezowicz (odc. 39),
  - Spiker (odc. 52),
  - Phil (odc. 54),
  - Klient#1 (odc. 55),
  - Ray (odc. 56)
- 2006–2011: Loopdidoo – lektor
- 2006–2009: H2O – wystarczy kropla –
  - Johnno (odc. 3),
  - Bary (odc. 9),
  - Prezenter radiowy (odc. 12)
- 2006–2008: Wiewiórek – Suchy Mike
- 2006: Klub przyjaciół Myszki Miki – lektor (druga wersja; odc. 1-2, 4-11, 14-18, 20, 23-26)
- 2006: Pomocnik św. Mikołaja
- 2006: Powiedz to z Noddym
- 2006: Nowa szkoła króla
- 2006: Wymiennicy – lektor (II seria)
- 2006: Pomocnik św. Mikołaja
- 2006: Szczypta magii – lektor
- 2007–2011: Czarodzieje z Waverly Place –
  - Wicedyrektor Clements (odc. 11),
  - Lektor (odc. 14),
  - Sędzia (odc. 15)
- 2007: Bibi Blocksberg – Bernard
- 2007: Fineasz i Ferb – sprzedawca croissantów (odc. 1a)
- 2008–2011: Suite Life: Nie ma to jak statek –
  - Burmistrz Martinsgradu (odc. 36),
  - Jean-Claude Benoit (odc. 35),
  - pan Tipton (odc. 70)
- 2008–2010: Aaron Stone
- 2008–2009: Pinky i Perky – Perky
- 2008–2009: Bob na budowie – Bob
- 2008: Bujdy na resorach – lektor (odc. 8-9)
- 2008: Niezwykła piątka na tropie –
  - Ravi (odc. 4, 6-7, 20, 22, 25),
  - lektor w filmie dokumentalnym (odc. 25),
  - Lektor
- 2008: Inazuma 11 –
  - komentator losowania uczestników pierwszego meczu Strefy Futbolu (odc. 5),
  - Sonny Raimon (odc. 7, 11, 15, 17, 21-22),
  - kierowca ciężarówki (odc. 10),
  - jeden z podwładnych detektywa Smitha (odc. 12)
- 2008: Wakfu – Komentator (odc. 10-12)
- 2008: Pingwiny z Madagaskaru – Szerszeń #1 (odc. 19b)
- 2008: Garfield Show –
  - Vito,
  - Nermal (odc. 1-26),
  - narrator (niektóre odcinki)
- 2008: Stich! – lektor
- 2008: Agent specjalny Oso –
  - Tata Sary (odc. 30b),
  - pan Jurek Tomczyk (odc. 32a),
  - Tata Mikołaja (odc. 33a)
- 2008: Piżamiaki –
  - lektor,
  - Tata
- 2008–2013 Poruszamy wyobraźnię –
  - Wujek Ignac,
  - Kuzyn Wujka Ignaca
- 2009–2013: Big Time Rush – francuski nadinspektor (odc. 50)
- 2009–2012: Zeke i Luther
- 2009–2011: Ja w kapeli – lektor
- 2009–2011: Zafalowani – lektor
- 2009–2011: Brygada – Ted (odc. 6)
- 2009–2011: Jake i Blake – Elvis Preston
- 2009–2010: Jonas
- 2009: Przygody K-9
- 2010–2014: Powodzenia, Charlie! –
  - pracownik kurortu prowadzący konkursy (odc. 22),
  - głos w filmie (odc. 25),
  - pan Piper (odc. 70),
  - pan Singer (odc. 84),
  - Jerry Graber (odc. 91),
  - Arnie (odc. 95)
- 2010–2013: Taniec rządzi –
  - fotograf (odc. 54),
  - dorosły Flynn (odc. 58),
  - WOKBOT 5000 (odc. 58),
  - głos z głośnika w centrum handlowym (odc. 60),
  - Igor (odc. 63),
  - inspektor zdrowia (odc. 65),
  - telefon Jamesa (odc. 70)
- 2010–2013: Pound Puppies: Psia paczka –
  - Spiker#2 (odc. 27),
  - Buford (odc. 30),
  - Pan Taco (odc. 30),
  - Senator Foster (odc. 30),
  - Ralphie (odc. 32),
  - Sammy Kegelman (odc. 38),
  - Doktor Cooper (odc. 44),
  - Eugene (odc. 47),
  - Steven (odc. 49),
  - Spiker (odc. 57),
  - Jeździec (odc. 58),
  - Merv Micheals (odc. 59),
  - Członek kwartetu#1 (odc. 61),
  - Pan Henderson (odc. 63)
- 2010–2012: Mr Young –
  - lektor,
  - Sergio (odc. 8),
  - Malcolm Hastings (odc. 63)
- 2010–2011: Pokémon: Czerń i biel –
  - Pokédex,
  - pan Matthews (odc. 38)
- 2010: Kick Strach się bać –
  - lektor,
  - Bjoergen (odc. 6b),
  - Dyrektor szkoły (odc. 20a)
- 2010: Connor Heath: Szpieg stażysta –
  - lektor,
  - Chudy szpieg (odc. 12),
  - prezenter radiowy/głos w centrum handlowym (odc. 36)
- 2010: Para królów – lektor
- 2010: Akwalans – lektor
- 2010: Leci królik –
  - lektor,
  - kurczak Tadek (odc. 2a),
  - jeden z nośnych chomików (odc. 2a),
  - David (odc. 2b)
- 2010: Franklin i przyjaciele – Ojciec Franklina
- 2010: My Little Pony: Przyjaźń to magia –
  - Boy hotelowy (odc. 73),
  - Steven Magnet (odc. 100),
  - Smutny delegat (odc. 101),
  - Wściekły delegat (odc. 101),
  - różne głosy (odc. 66-78)
- 2011–2014: Z kopyta
- 2011–2014: Nadzdolni –
  - lektor,
  - Bannister (odc. 50)
- 2011–2013: Tajemnice domu Anubisa – John Clark (odc. 86, 89-91, 134, 145, 148-150)
- 2011–2013: Zielona Latarnia – lektor
- 2011–2013: Sadie J. – Ajay (odc. 30)
- 2011–2012: Z innej beczki
- 2011–2012: Pokémon: Czerń i Biel – Ścieżki przeznaczenia –
  - Pokédex,
  - Jervis (odc. 38-41, 45-46, 48-49),
  - menadżer żłobka pokémonów (odc. 47)
- 2011: Jessie –
  - głos z głośników w metrze (odc. 10),
  - konferansjer konkursu piękności (odc. 22),
  - Angelo Ciccolini (odc. 32),
  - głos w telewizji (odc. 45)
- 2011: ThunderCats – Kapitan Tygus (odc. 6-7)
- 2011: Austin i Ally – Ojciec Ally
- 2011: Ninjago: Mistrzowie spinjitzu – lektor (odc. 1-4)
- 2011: Redakai: W poszukiwaniu Kairu – Lokar
- 2011: Moja niania jest wampirem –
  - Cyberdonta (odc. 24),
  - lektor (odc. 1-13, 23-26)
- 2011: Lękosław Wiewiórka –
  - lektor,
  - Burmistrz,
  - Daniel Kwak,
  - Reżyser (odc. 22b),
  - różne postacie
- 2011: Jake i piraci z Nibylandii
- 2011: Podróże Justina –
  - lektor,
  - wieśniak (odc. 23),
  - Żaża (odc. 28),
  - pan Muning (odc. 37)
- 2012–2015: Violetta –
  - Ojciec Andrei (odc. 24),
  - Diego Caraveli (odc. 80),
  - Stylista Alex (odc. 108-109),
  - Ojciec Ludmiły (odc. 229-232)
- 2012–2015: Randy Cunningham: nastoletni ninja –
  - lektor,
  - Greg (odc. 37b, 38a, 42b, 49b),
  - Gene Levine (odc. 47b)
- 2012–2014: Ben 10: Omniverse – Will Moralista (odc. 29-30)
- 2012–2014: Crash i Bernstein –
  - lektor,
  - dziennikarz (odc. 19)
- 2012–2013: Pokémon: Czerń i Biel – Przygody w Unovie i nie tylko –
  - Pokédex,
  - Jervis (odc. 1),
  - Weiss (odc. 17),
  - Sprzedawca Magikarpi (odc. 19),
  - członek Zespołu Plazma (odc. 21-22, 24),
  - asystent profesora Juniper (odc. 25)
- 2012–2013: Marvin Marvin –
  - lektor,
  - Eric Mitchell (odc. 12)
- 2012: Szczury laboratoryjne –
  - nabywca pudełka na biżuterię (odc. 9),
  - głos komputera laboratorium na kółkach (odc. 15),
  - lektor
- 2012: Wodogrzmoty Małe – lektor
- 2012: Klinika dla pluszaków – lektor
- 2012: Jeźdźcy smoków –
  - lektor,
  - jeden z Łupieżców (odc. 21)
- 2012: Transformers: Rescue Bots
- 2012: Zou – lektor
- 2012: Kod 9 – lektor
- 2012: Littlest Pet Shop
- 2012: Gormiti – lektor
- 2012: Henio Tulistworek – lektor
- 2012: Lego Friends
- 2013–2015: Oddział specjalny –
  - lektor,
  - Bryan (odc. 17, 21)
- 2013–2014: Power Rangers Megaforce – Vrak
- 2013–2014: Pokémon seria: XY –
  - Gurkinn, dziadek Korriny (odc. 29-31, 42-43),
  - burmistrz (odc. 47)
- 2013–2014: Horronin – lektor
- 2013: Szpiedzy w Warszawie – Armand
- 2013: Jej Wysokość Zosia – lektor (odc. 1-25, 31-55, 57-64, 66)
- 2013: Astro-małpy – lektor (odc. 27-52)
- 2013: Liv i Maddie –
  - lektor,
  - kurier (odc. 16),
  - dziennikarz (odc. 21)
- 2013: Mako Mermaids: Syreny z Mako
- 2013: Paczki z planety X –
  - lektor,
  - pan Kelvin
- 2013: Młodzi Tytani: Akcja! –
  - lektor,
  - narrator (odc. 3b),
  - Drugoświąteczny Mikołaj (odc. 15b),
  - Ból-Robot (odc. 38b),
  - Kierowca z gry Łowca placków (odc. 47a)
- 2013: W tę i nazad
- 2013: Juliusz Junior
- 2013: Calimero –
  - Colbert,
  - Arturo
- 2013: Kroniki Xiaolin – Tubba
- 2013: Sabrina, sekrety nastoletniej czarownicy –
  - lektor,
  - Harry Evans (odc. 19)
- 2013: Myszka Miki
- 2013: Częstujcie się! – lektor
- 2013: Mój kumpel duch – Ronald Baumann
- 2013: Bystrzaki kontra Paskudy –
  - lektor,
  - Urp
- 2013: Anna i androidy – lektor
- 2014: Szeryf Kaja na Dzikim Zachodzie –
  - lektor,
  - Dusty
- 2014: Głupczaki –
  - lektor,
  - krokodyl licytator (odc. 7a),
  - właściciel uciekającego pączka (odc. 7b),
  - dostarczyciel (odc. 8a),
  - instruktor jogi (odc. 8a),
  - kierowca śmieciarki (odc. 8b)
- 2014: To nie ja –
  - lektor,
  - Spiker (odc. 4, 20),
  - jeden z biznesmenów (odc. 6),
  - pan Clark (odc. 13),
  - pan Detweiler (odc. 23)
- 2014: Dziewczyna poznaje świat – lektor
- 2014: Blog kulinarny Angie
- 2014: 7K –
  - lektor,
  - sprzedawca luster (odc. 3a)
- 2014: Hank Zipzer –
  - lektor,
  - telefon Rosy (odc. 4),
  - Mick McKelty (odc. 6)
- 2014: Kirby Buckets – lektor
- 2014: Limonka i Kruczek – lektor
- 2014: Evermoor – lektor
- 2014: 100 rzeczy do przeżycia przed liceum – pan Bandt (odc. 21, 24)
- 2014: Lolirock – lektor
- 2014: Sonic Boom – lektor
- 2014: Galaktyka Supersmyka –
  - lektor,
  - Tata
- 2015: Eena, Meena, Deeka –
  - Tata (odc. 81),
  - Duch (odc. 42)
- 2015: Transformers: Robots in Disguise –
  - lektor,
  - Denny
- 2015: Mini ninja – lektor
- 2015: The Returned –
  - Kierowca autobusu (odc. 1, 8),
  - Doktor Alan Hiromoto (odc. 4, 6, 10)
- 2015: Penn Zero: Bohater na pół etatu
- 2015: Alex i spółka – tata Aleksa
- 2015: Między nami, misiami – szef kina (odc. 11)
- 2015: Nastoletnia agentka – agent (odc. 15)
- 2015: Make It Pop
- 2015: Złotowłosa i Miś –
  - lektor,
  - Świnka#3
- 2015: Miraculum: Biedronka i Czarny Kot –
  - lektor,
  - pan Kubdel (odc. 15-16),
  - Fred Haprèle (odc. 19)
- 2015: Nexo Knights – lektor
- 2015: Poradnik zakręconego gracza –
  - lektor,
  - narrator audiobooku (odc. 10),
  - fan Kid Furry’ego (odc. 14)
- 2015: Superciapy – lektor
- 2015: Pan Peabody i Sherman Show –
  - Vladimir Zworykin (odc. 1),
  - cesarz (odc. 2),
  - Kopernik (odc. 9)
- 2015: Krudowie – u zarania dziejów – lektor
- 2015: Obóz Kikiwaka – lektor
- 2016: Atomówki – lektor
- 2016: Backstage – lektor
- 2024: Johnny Bravo (druga wersja dubbingu) – lektor (Syn Ptaka dodo) reklamy 80 lasek dookoła świata (odc. 17c)

### Gry
- 1998: Hugo: Magiczna podróż – Introligator
- 2000: Crusaders of Might and Magic – Drake
- 2000: Hugo: Tropikalna wyspa – narrator
- 2000: Shōgun: Total War – Posłaniec Wilhelma
- 2000: Heroes of Might and Magic III: Ostrze Armagedonu –
  - Gelu,
  - Kilgor,
  - Christian
- 2001: Heroes of Might and Magic III: Cień Śmierci – Gelu
- 2001: Woodruff and the Schnibble of Azimuth – Profesor Azymut
- 2003: Szymek czarodziej
- 2005: Stubbs the Zombie in Rebel Without a Pulse –
  - Lektor filmu wprowadzającego,
  - Robomleczarz,
  - Głosy więźniów
- 2005: Kurczak Mały
- 2005: Agent Hugo – Profesor W
- 2010: Dragon Age: Początek – Przebudzenie – Nathaniel Howe
- 2011: Wiedźmin 2: Zabójcy królów –
  - Lord Seuxen,
  - Anton
- 2011: Battlefield 3 – Sierżant sztabowy Henry „Black” Blackburn
- 2011: The Elder Scrolls V: Skyrim –
  - Amren,
  - Faendal,
  - Maramal,
  - Malborn,
  - Marcurio,
  - Giraud Gemane,
  - Corpulus Vinius,
  - Ulundil,
  - Ainethach,
  - Kematu,
  - Vantus Loreius,
  - Więzień Alik’r,
  - Valdr
- 2012: Diablo III
- 2012: The Elder Scrolls V: Skyrim – Dawnguard – Celann
- 2012: Bob Budowniczy: Damy radę? – Bob
- 2014: Diablo III: Reaper of Souls
- 2015: Battlefield Hardline

## Słuchowiska
- 2013: Niezwyciężony – Jordan